# 終のステラ
『終のステラ』（ついのステラ）は、Key/ビジュアルアーツより2022年9月30日に発売されたPC向けゲームソフト。
2024年12月5日にNintendo Switch版が発売。

## 概要
ビジュアルアーツによるキネティックノベル第3弾で、内容は機械に支配された終末世界を舞台としたアドベンチャーゲーム。
キャッチコピーは「空の向こうに行けば、人間になれる――。」。
本作と『Harmonia』、『planetarian 〜ちいさなほしのゆめ〜』は、ロボット三部作であると、Keyの折戸伸治は語る。

## 登場人物

### 主要人物
ジュード・グレイ
声 - 木村良平
主人公。
運び屋としてウィレムの依頼を受け、フィリアをウィレムの示す目的地まで送り届けることを第一に置いているが、フィリアの猪突猛進な行動に頭を悩ませる。
フィリア
声 - 指出毬亜
ヒロイン。Ae型アンドロイド。
人や動物に銃を向けることについて抵抗がある。心優しい少女。ロボットだが、おなかは減るらしい。何故かはわからないが、人間になりたいと話す。
ウィレム・グロウナー
声 - 郷田ほづみ
依頼人。
依頼の内容はジュードのみに知らされる。フィリアには一切伝えられないほどの機密性でAIや部外者に対してかなり慎重になっている。
他にもこの依頼を受けた者がいる。
デリラ
声 - 花守ゆみり
Ae型アンドロイド。
頭部の損傷により、父親の記憶を忘れている。ウィレムにも一度会ったが思い出せない。

### その他
ガブリエル
声 - 冨沢竜也
Ae型アンドロイド
ウィレムの地下シェルターで活動する人型アンドロイド、忠実に依頼をこなす。フィリアと同じAe型ではあるが自我が乏しい。
フィリアが弟のように可愛がっていた。
見た目がほぼそっくりな弟がいる。
Ver君
ヴァーミリオン・アイ。通称Ver君。
シンギュラリティマシンを倒した時の副産物のアンドロイド。目玉のような見た目をしている。フィリアのペット。
プロフィ
声 - 星谷美緒
Ae型アンドロイド。
浄化槽から誕生し、ならず者から逃げているところをフィリアに助けられる。
かしこまった口調で臆病な性格。自分の運命を呪い自棄になるが、フィリアに説得され、共に生きる理由を探しに旅に出る。

## スタッフ
- ブランド - Key
- ジャンル - キネティックノベル
- シナリオ - 田中ロミオ
- イラスト・アート監修 - SWAV
- メカニックデザイン - からます
- BGM - Ice
- 背景 - 歯車ラプト、出雲寺ぜんすけ、ユウキナオヒロ、J.タネダ、Creative Freaks
- ディレクター - 佐雪隼
- プロデューサー - 丘野塔也

## 主題歌
「breath of stella」
相宮零によるオープニングテーマ。作詞・作曲は針原翼、編曲は棚橋EDDYテルアキ。
「Ortus」
相宮零によるエンディングテーマ。作詞・作曲は針原翼、編曲は棚橋EDDYテルアキ。
「終の祈り」
rionosの歌唱・作詞・作編曲による挿入歌。

## 反響
| 部門名       | Getchu.com |
| ------------ | ---------- |
| 総合         | 6位        |
| シナリオ     | 4位        |
| グラフィック | 圏外       |
| 音楽         | 6位        |
| システム     | 圏外       |
| ムービー     | 圏外       |

Getchu.comによる「美少女ゲーム大賞2022」での結果は右表の通り。